# Андрада, Федерико
Федерико Оскар Андрада (исп. Federico Óscar Andrada; родился 3 марта 1994, Буэнос-Айрес, Аргентина) — аргентинский футболист, нападающий клуба «Реал Унион».

## Клубная карьера
Андрада — воспитанник клуба «Ривер Плейт» из своего родного города. 3 июня 2013 года в матче против «Архентинос Хуниорс» он дебютировал в аргентинской Примере. 10 августа в поединке против «Росарио Сентраль» Федерико забил свой первый гол за «Ривер Плейт». В 2014 году он помог клубу выиграть чемпионат.
Летом того же года Андрада на правах аренды перешёл во французский «Мец». 31 августа в матче против марсельского «Олимпика» он дебютировал в Лиге 1.
Летом 2015 года Федерико был отдан в аренду в «Атлетико Рафаэла». 18 июля в матче против своего родного «Ривер Плейта» он дебютировал за новую команду. В начале 2016 года Андарада на правах аренды присоединился к «Кильмесу». 22 февраля в матче против «Патронато» он дебютировал за новую команду. 7 мая в поединке против «Годой-Крус» Федерико забил свой первый гол за «Кильмес».
Летом 2017 года Андрада на правах аренды перешёл в «Велес Сарсфилд». 26 августа в матче против «Тигре» он дебютировал за новый клуб. В этом же поединке Федерико забил свой первый гол за «Велес Сарсфилд». В начале 2018 года Андрада перешёл в итальянский «Бари». 30 апреля в матче против «Палермо» он дебютировал в итальянской Серии B.
Летом того же года Андрада вернулся на родину, став игроком «Унион Санта-Фе». 28 августа в матче против «Сан-Лоренсо» он дебютировал за новую команду.

## Международная карьера
В 2011 году Андрада в составе юношеской сборной Аргентины принял участие в юношеском чемпионате Южной Америки в Эквадоре. На турнире он сыграл в матчах против команд Перу, Боливии, Эквадора, Парагвая, Бразилии, Колумбии и дважды Уругвая. В поединках против уругвайцев, бразильцев и колумбийцев Федерико забил по четыре гола.

## Статистика
| Клуб                         | Сезон   | Лига  | Лига | Кубок | Кубок | Международные матчи | Международные матчи | Всего | Всего |
| Клуб                         | Сезон   | Матчи | Голы | Матчи | Голы  | Матчи               | Голы                | Матчи | Голы  |
| ---------------------------- | ------- | ----- | ---- | ----- | ----- | ------------------- | ------------------- | ----- | ----- |
| Ривер Плейт · Аргентина      | 2012/13 | 1     | 0    | 0     | 0     | -                   | -                   | 1     | 0     |
| Ривер Плейт · Аргентина      | 2013/14 | 14    | 1    | 1     | 0     | 4                   | 0                   | 19    | 1     |
| Ривер Плейт · Аргентина      | Всего   | 15    | 1    | 1     | 0     | 4                   | 0                   | 20    | 1     |
| Метц · Франция               | 2014/15 | 12    | 1    | 3     | 0     | -                   | -                   | 15    | 1     |
| Метц · Франция               | Всего   | 12    | 1    | 3     | 0     | -                   | -                   | 15    | 1     |
| Атлетико Рафаэла · Аргентина | 2015    | 5     | 0    | 0     | 0     | -                   | -                   | 5     | 0     |
| Атлетико Рафаэла · Аргентина | Всего   | 5     | 0    | 0     | 0     | -                   | -                   | 5     | 0     |
| Кильмес · Аргентина          | 2016    | 13    | 2    | 0     | 0     | -                   | -                   | 13    | 2     |
| Кильмес · Аргентина          | 2016/17 | 29    | 7    | 1     | 0     | -                   | -                   | 30    | 7     |
| Кильмес · Аргентина          | Всего   | 42    | 9    | 1     | 0     | -                   | -                   | 43    | 9     |
| Велес Сарсфилд · Аргентина   | 2017/18 | 10    | 1    | 3     | 1     | -                   | -                   | 13    | 2     |
| Велес Сарсфилд · Аргентина   | Всего   | 10    | 1    | 3     | 1     | -                   | -                   | 13    | 2     |
| Бари · Италия                | 2017/18 | 3     | 1    | 0     | 0     | -                   | -                   | 3     | 1     |
| Бари · Италия                | Всего   | 3     | 1    | 0     | 0     | -                   | -                   | 3     | 1     |
| Унион Санта-Фе · Аргентина   | 2018/19 | 9     | 0    | 2     | 0     | 0                   | 0                   | 11    | 0     |
| Унион Санта-Фе · Аргентина   | Всего   | 9     | 0    | 2     | 0     | 0                   | 0                   | 11    | 0     |
| Альдосиви · Аргентина        | 2019/20 | 21    | 3    | 1     | 1     | -                   | -                   | 22    | 4     |
| Альдосиви · Аргентина        | Всего   | 21    | 3    | 1     | 1     | -                   | -                   | 22    | 4     |
| Всего                        | Всего   | 117   | 16   | 11    | 2     | 4                   | 0                   | 132   | 18    |

## Достижения
Командные
 «Ривер Плейт»
- Чемпионат Аргентины по футболу — Финаль 2014

Международные
 Аргентина (до 17)
- Юношеский чемпионат Южной Америки — 2011